# Ernest Chausson
Amédée-Ernest Chausson (Parijs, 20 januari 1855 – Limay, 10 juni 1899) was een Frans componist en advocaat. Hij geldt als een van de meest getalenteerde componisten uit zijn land van zijn tijd, maar kon door zijn relatief vroege dood de belofte niet voor 100% waarmaken. Hij behoorde tot de "bande à Franck", de kring van componisten om César Franck, die na 1870 vernieuwing van de Franse muziek nastreefde.

## Levensloop

### Jeugd en opleiding
Ernest Chausson was als enig erfgenaam van zijn ouders Prosper Chausson en Stéphanie Marcelline Levrault een welgesteld man; zijn beide oudere broers waren al vroeg overleden. Met zijn fortuin kon hij zijn huis volstouwen met de moderne kunst van zijn tijd. Zijn vader was bouwondernemer geweest en had tijdens de prefectuur van Georges-Eugène Haussmann onder andere de grote Parijse boulevards aangelegd.
Chausson kreeg op 10-jarige leeftijd zijn eerste pianolessen van Cornélius Coster. Ook van Daniël de Lange heeft hij enige tijd les gehad. Een uitstekende algemene opleiding kreeg hij van Léon Brethous-Lafargue, die zijn interesse voor muziek, kunst en literatuur bevorderde. Ze bezochten samen exposities en verkeerden in literaire kringen. Vanaf 1874 was Chausson regelmatig in de salon van Madame Berthe Saint-Cyr de Rayssac te vinden, waar hij muziek van Beethoven, Schubert en Schumann leerde kennen en soms zelf musiceerde. 
Hoewel hij grote artistieke talenten bezat, studeerde hij eerst rechten aan de Sorbonne. Na zijn wetenschappelijke promotie was hij vanaf 1877 enige tijd advocaat aan het Parijse Cour d'Appel (hof van beroep). Vermoedelijk in 1878 ging hij compositie studeren bij Jules Massenet en sinds 1879 ook aan het Conservatoire de Paris. Hij wijdde zich sindsdien volledig aan de kunst; hij was bemiddeld genoeg om zich dat te kunnen permitteren. Na zijn vruchteloze mededinging om de Prix de Rome in 1881 met de cantate L' Arabe (de prijs werd dat jaar aan niemand toegekend) stopte hij met zijn conservatoriumstudie, maar hij werd wel leerling van César Franck, met wie hij bevriend bleef tot diens dood in 1890.

### Artistieke ontwikkeling

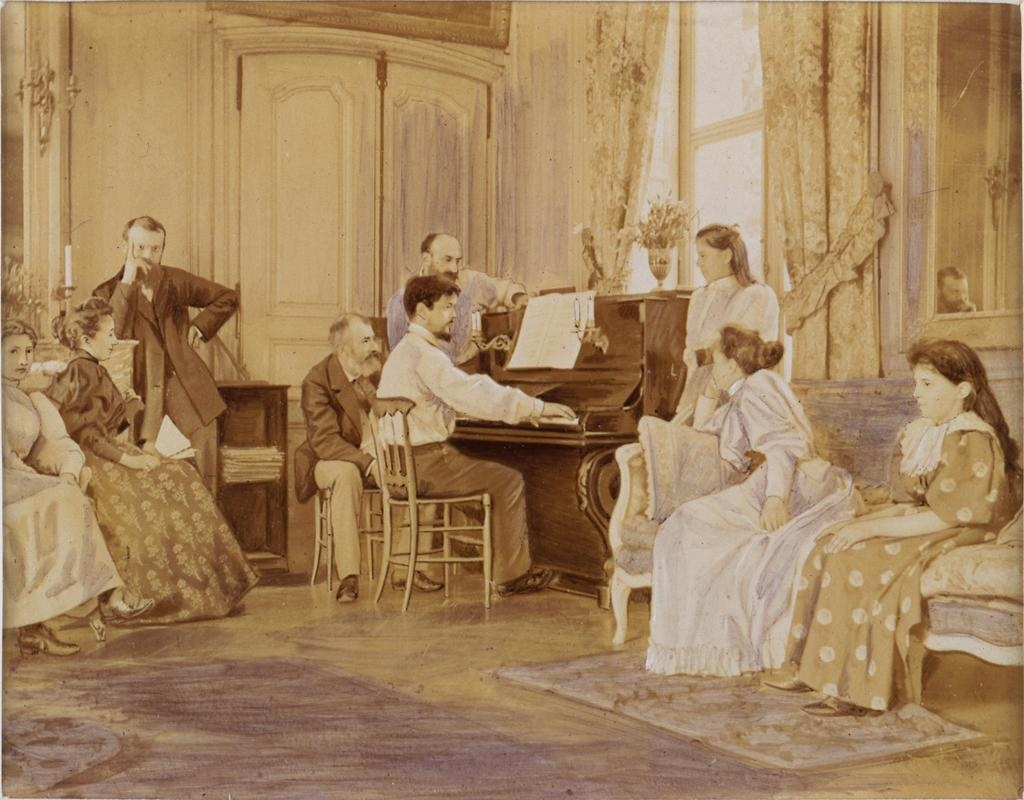
Salon bij Chausson in 1893. Bij de piano zittend Henry Lerolle, staand Ernest Chausson, spelend Claude Debussy

Zoals voor vele musici van zijn tijd was de muziek van Richard Wagner ook voor Chausson fascinerend. Omdat Wagners werken in Frankrijk uitsluitend concertant en maar fragmentarisch te horen waren, reisde hij in 1879 naar München, om Der Fliegende Holländer en Der Ring des Nibelungen, een jaar later Tristan und Isolde mee te beleven. In 1882 woonde hij de première van Parsifal bij in Bayreuth. In 1889 was hij opnieuw in het Bayreuther Festspielhaus om Tristan und Isolde, Parsifal en Die Meistersinger von Nürnberg te horen.
Op 20 juni 1883 huwde Chausson de musicienne Jeanne Marie Escudier (1862-1936). De huwelijksreis ging naar Bayreuth. Met het gezin van uiteindelijk vijf kinderen reisden ze 's zomers door Frankrijk of naar het buitenland. In Limay huurde hij een villa, de rest van het jaar brachten zij in Parijs door.
Omdat hij financieel onafhankelijk was, kon hij zich geheel richten op de muziek en zijn andere kunstzinnige interesses. In zijn 'Maison de Luzancy' aan de Parijse Boulevard de Courcelles was Chaussons salon het trefpunt van de artistieke en geestelijke elite, waar vele concerten werden gegeven. Zo waren in zijn huis te gast de kunstschilders Maurice Denis (die er een wandschildering aanbracht), Edgar Degas, Henry Lerolle, Édouard Manet, Odilon Redon, Pierre-Auguste Renoir, de beeldhouwer Auguste Rodin, de schrijvers Stéphane Mallarmé, Maurice Maeterlinck, Camille Mauclair, André Gide, de componisten César Franck, Isaac Albéniz, Henri Duparc, Sylvio Lazzari, Paul Dukas, Maurice Ravel en Charles–Marie Widor, de violist Eugène Ysaÿe en de pianisten Raoul Pugno en Alfred Cortot. Hij was bevriend met exponenten van uiteenlopende richtingen in de Franse muziek als Vincent d'Indy, Charles Bordes, Claude Debussy en Emmanuel Chabrier.
Chausson was van 1883 tot 1899 secretaris van de Société nationale de musique, die in 1871 door Camille Saint-Saëns en Romain Bussine was opgericht met als doelstelling de bevordering van de Franse muziek. Soms fungeerde hij als dirigent of uitvoerend musicus bij de concerten. Samen met Franck en d'Indy zette hij zich ervoor in dat dit gezelschap ook voor buitenlandse componisten werd opengesteld. Dit leidde in 1886 tot een breuk met Saint-Saëns en Bussine.

### Overlijden
Chausson kwam in 1899 op 44-jarige leeftijd om het leven toen hij op zijn fiets van een heuvel afreed en tegen een muur botste. Hij werd begraven op Cimetière du Père-Lachaise. Hij liet diverse onvoltooide composities achter, waaronder een strijkkwartet waarvan de finale door d'Indy werd voltooid, en een (tweede) symfonie.

## Componist
Chausson heeft zich in veel van zijn werken op de voorbeelden van César Franck en Richard Wagner georiënteerd. Vooral in de behandeling van de harmonie en de Leitmotiven, maar ook in kwesties van orkestratie, ging hij bij Wagner te rade en voor de cyclische vorm van zijn werken bij Franck. In de loop van zijn ontwikkeling als componist koos hij zijn eigen weg. Door zich te verdiepen in de Franse barokmuziek van Jean-Philippe Rameau en Louis Couperin, die door musicologisch werk van d'Indy, Bordes en Saint-Saëns werd ontsloten, streefde hij naar klaarheid en uitgewogen proporties in zijn werken.

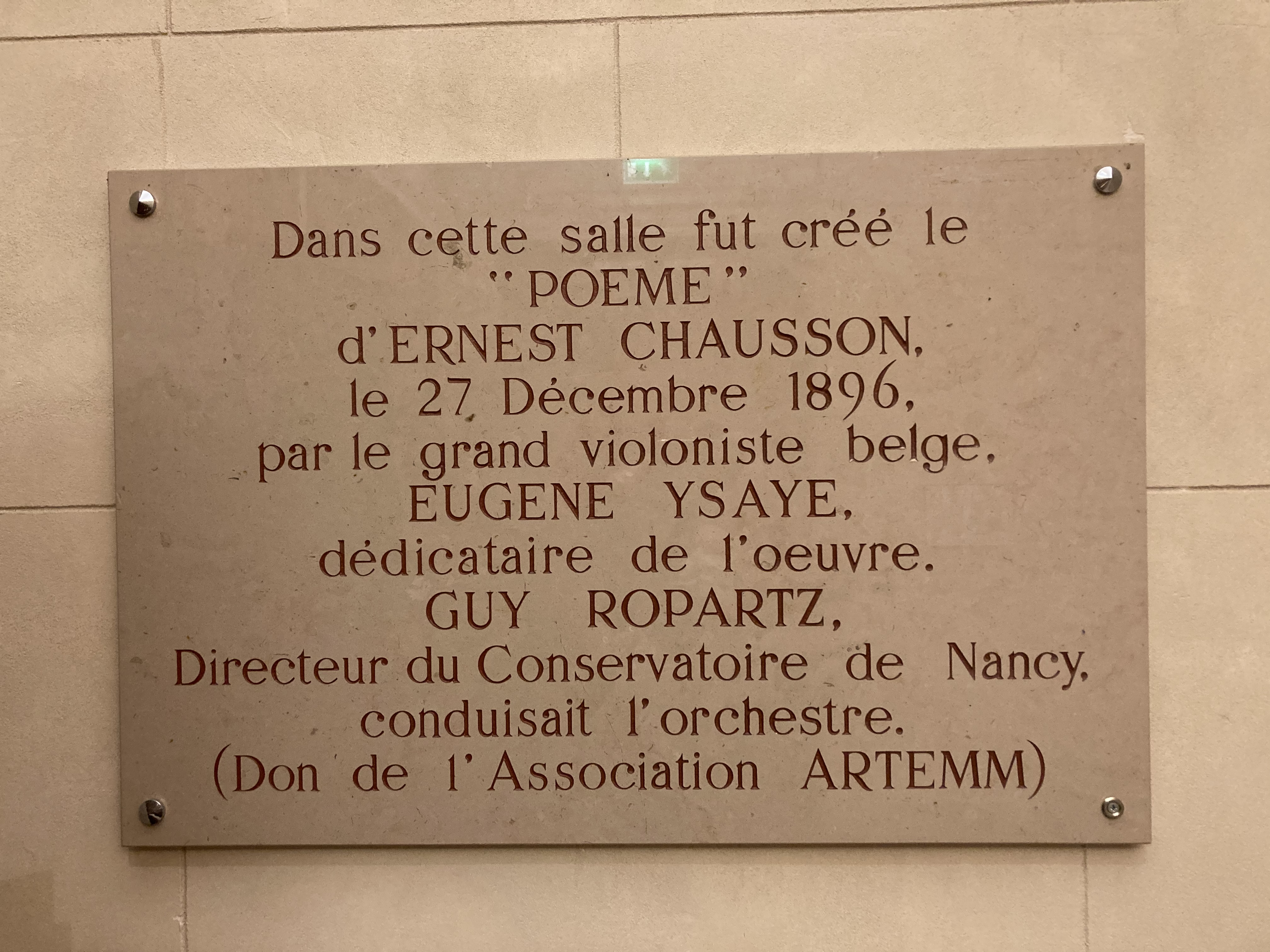
Herinnering aan de première van het Poème op. 25 in de Salle Poirel in Nancy

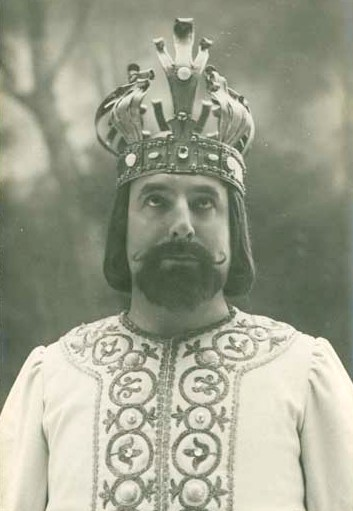
Henri Albers als Le roi Arthus in 1903

Zijn meest gespeelde en geliefde werk is Poème op. 25. Vrijwel alle vioolsolisten hebben het in hun repertoire. Hij componeerde het op verzoek van Eugène Ysaÿe, die hem om een vioolconcert had gevraagd. Chausson antwoordde dat hij hier te veel tegen opzag, maar een korter werk met een vrijere vorm wel aankon. Ysaÿe bracht het eind 1896 in Nancy in première (gedirigeerd door Joseph Guy Ropartz). De beroemde Belgische violist heeft het talloze malen uitgevoerd, met orkest of in de versie met piano. Ysaÿe kon concertorganisatoren onder druk zetten door te verkondigen dat hij alleen wilde komen als ze ook Chaussons Poème programmeerden.
Andere regelmatig uitgevoerde en opgenomen werken van Chausson zijn Poème de l'amour et de la mer op. 19 voor zangstem en orkest, de Symphonie op. 20, het ook aan Ysaÿe opgedragen Concert op. 21 voor piano, viool en strijkkwartet en zijn ruim 40 'mélodies' (liederen), met name Le Temps des lilas en Chanson perpétuelle.
Chaussons magnum opus, de opera Le roi Arthus waaraan hij bezig was van 1886 tot 1895, ging pas op 30 november 1903, ruim vier jaar na zijn dood, in première in de Munt te Brussel. De Nederlandse bariton Henri Albers zong de titelrol, dirigent was Sylvain Dupuis. De door sommige beoordelaars 'wagneriaans' bevonden opera werd in de twintigste eeuw zelden opgevoerd, maar kreeg in juni 1994 een Holland Festival-productie in het Amsterdamse Concertgebouw onder Edo de Waart en bracht het in mei 2015 tot voorstellingen in de Opéra national de Paris onder Philippe Jordan. Van dit werk werden opnamen uitgebracht onder de dirigenten Lionel Friend (ca. 1975, MSF), Armin Jordan (1986, Erato), Marcel Viotti (1996, Koch) en Leon Botstein (2005, Telarc).

## Composities

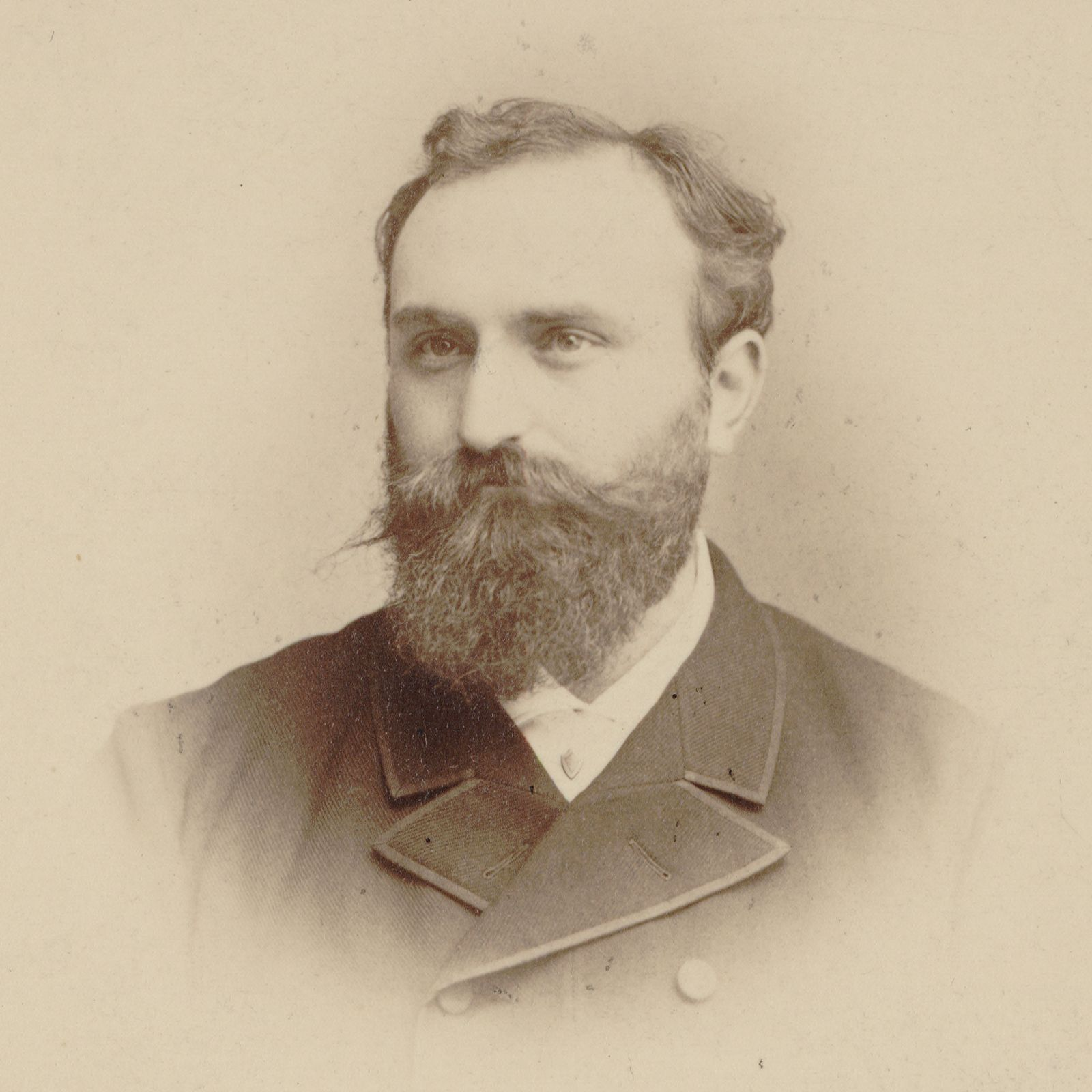
Chausson omstreeks 1885

### Orkest

#### Symfonieën
- 1889-1890 Symfonie nr. 1 in Bes-groot, opus 20
- 1899 Symfonie nr. 2 (schetsen)

#### Overig
- 1882 rev. 1887 Viviane, symfonisch gedicht over een legende van de ronde tafel voor orkest, opus 5
- 1886 Solitude dans les Bois, symfonisch gedicht, opus 10 (vernietigd)
- 1896 Poème, voor viool en orkest, opus 25
- 1897-1898 Soir de Fête, symfonisch gedicht, opus 32

### Muziektheater

#### Opera's
| Voltooid in | titel                                  | aktes   | première                                              | libretto         |
| ----------- | -------------------------------------- | ------- | ----------------------------------------------------- | ---------------- |
| 1882-1884   | Les caprices de Marianne, opus 4       |         | 18 april 1885, Parijs Société national de musique     | Alfred de Musset |
| 1883-1886   | Hélène, opus 7                         | 2 aktes |                                                       | Leconte de Lisle |
| 1899        | Le Roi Arthus (Koning Arthus), opus 23 | 3 aktes | 30 november 1903, Brussel, Koninklijke Muntschouwburg | van de componist |

#### Toneelmuziek
- Jeanne d'Arc, lyrische scène voor solisten en vrouwenkoor, opus 2
- 1888 La Tempête, voor dwarsfluit, viool, harp en celesta, opus 18 - tekst: William Shakespeare, Franse vertaling: Maurice Bouchor
- 1889 Les Oiseaux, voor dwarsfluit en harp - tekst: Aristophanes, «Les oiseaux (Vogels)»
- 1891 La Légende de Sainte Cécile, voor solisten, vrouwenkoor en kamerorkest, opus 22 - tekst: Maurice Bouchor

### Vocale muziek

#### Koor
- 1879 La Veuve du Roi Basque, ballade voor solisten, gemengd koor en orkest - tekst: Léon Brethous-Lafargue
- 1879-1880 Hylas, voor solisten, gemengd koor en orkest - tekst: Leconte de Lisle
- 1881 L' Arabe, cantate voor tenor, mannenkoor en orkest
- 1881 Hymne à la Nature, voor gemengd koor en orkest - tekst: Armand Silvestre
- 1883 Deux Motets, voor gemengd koor, viool en orgel, opus 6
- 1886 Hymne Védique, voor gemengd koor en orkest, opus 9 - tekst: Leconte de Lisle
- 1886 Trois Motets, voor gemengd koor, cello, harp en orgel, opus 12
- 1887 Chant Nuptial, voor vrouwenkoor a capella, opus 15 - tekst: Leconte de Lisle
- 1896-1897 Ballata / Canzoniere di Dante, voor gemengd koor a capella, opus 29

#### Solo
- 1877 Lilas, voor zangstem en piano
- 1878 Deux Mélodies, voor zangstem en piano
- 1878 Le Petit Sentier, voor zangstem en piano
- 1879 L'Albatros, voor zangstem en piano
- 1879 O Salutaris, voor bas en orgel (of piano of harp)
- 1879 Le Rideau de Ma Voisine, voor zangstem en piano
- 1879-1882 Sept Mélodies, voor zangstem en piano
  1. Nanny - tekst: Leconte de Lisle
  2. Le charme - tekst: Armand Silvestre
  3. Les papillons - tekst: Théophile Gautier
  4. La dernière feuille - tekst: Théophile Gautier
  5. Sérénade italienne - tekst: Paul Bourget
  6. Hébé - tekst: Louise Ackermann
  7. Le Colibri - tekst: Leconte de Lisle
- 1880 Esméralda, voor zangstem en orkest (twee versies) - tekst: Victor Hugo
- 1882-1890 rev. 1893 Poème de l'Amour et de la Mer, voor zangstem en orkest, opus 19
- 1882 Nous Nous Aimerons, voor zangstem en piano
- 1882-1888 Quatre Mélodies, voor zangstem en piano, opus 8
- 1883 Deux Duets, voor twee zangstemmen en piano, opus 11
- 1883-1884 Le Jugement de Pâris uit de opera Hélène, voor bariton en orkest
- 1884 Le Mort Maudit, voor zangstem en piano
- 1885 Chanson de Noces dans les Bois, voor twee sopranen en piano
- 1885-1887 Quatre Mélodies, voor zangstem en piano, opus 13
  1. Apaisement - tekst: Paul Verlaine
  2. Sérénade - tekst: Jean Lahor
  3. L'aveu - tekst: Villiers de L'Isle-Adam
  4. La Cigale - tekst: Leconte de Lisle, «Odes anacréontiques»
- 1887 La Caravane, voor zangstem en piano (of orkest), opus 14 - tekst: Théophile Gautier
- 1888 Chansons de Miarka, voor zangstem en piano, opus 17 - tekst: Jean Richepin
- 1888-1891 Trois Motets, opus 16
  1. Lauda Sion, voor zangstem, orgel en harp
  2. Benedictus, voor 2 sopranen en harp
  3. Pater Noster, voor zangstem en orgel
- 1890-1897 Chansons de Shakespeare, voor zangstem, vierstemmig vrouwenkoor en piano, opus 28
- 1891 Tantum Ergo, voor zangstem, orgel, viool en harp
- 1893 Le Temps des lilas, voor zangstem en piano, uit Poème de l'Amour et de la Mer opus 19 - tekst: Maurice Bouchor
- 1893-1896 Serres Chaudes, voor zangstem en piano, opus 24 - tekst: Maurice Maeterlinck
- 1896 Trois Lieder, voor zangstem en piano, opus 27 - tekst: Camille Mauclair
- 1896-1898 Deux Mélodies, voor zangstem en piano, opus 36
- 1897 Deux Duets, voor twee zangstemmen en orkest, opus 11 (bewerking van de componist)
- 1898 Pour un Arbre de Noël, voor zangstem en piano, opus 33
- 1898 Deux Poèmes, voor zangstem en piano, opus 34
- 1898 Chanson Perpétuelle, voor sopraan en orkest, opus 37 - tekst: Charles Cros

### Kamermuziek
- 1881 Trio in g-klein, voor piano, viool en cello, opus 3
- 1881 Andante et Allegro, voor klarinet en piano
- 1889-1891 Concert in D-groot, voor piano, viool en strijkkwartet, opus 21
- 1897 Pianokwartet in A-groot, opus 30
- 1897 Pièce, voor cello of altviool en piano, opus 39
- 1897 Concert, voor piano, hobo, altviool en strijkkwartet (schetsen)
- 1897-1899 Strijkkwartet in c-klein, opus 35 (onvoltooid, voltooid door Vincent d'Indy)

### Solo-instrument

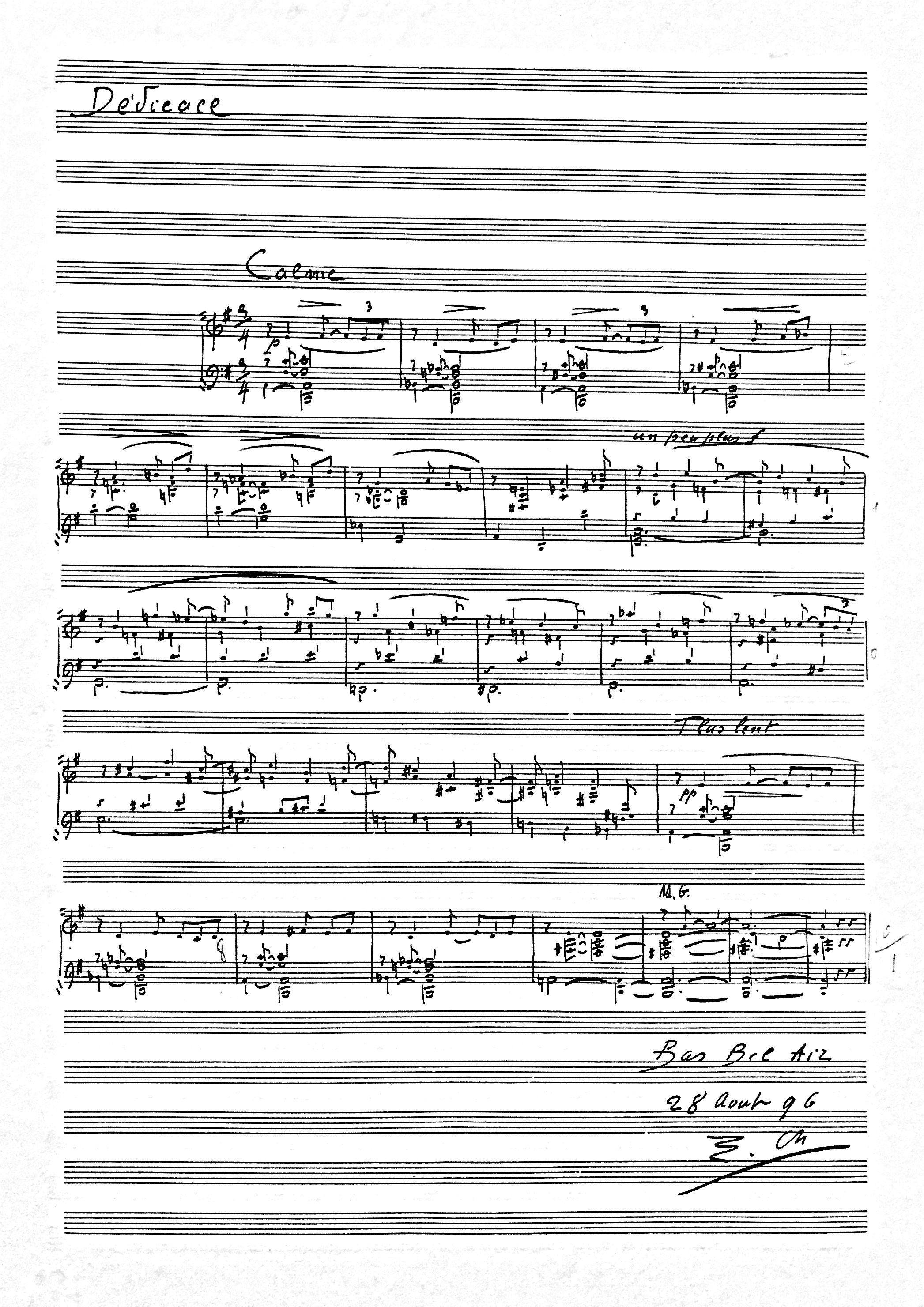
Chaussons handschrift: Quelques Danses op. 26

#### Orgel
- 1897 Vêpres pour le Commun des Vierges, opus 31

#### Piano
- 1878 Sonatine in g-klein, voor piano vierhandig
- 1879 Sonatine in d-klein, voor piano vierhandig
- 1879-1880 Cinq Fantaisies, opus 1
- 1880 Sonatine in F-groot
- 1880-1881 Onze Fugues sur des Thèmes de Bach, Franck, Hasse, Massenet, Saint-Saëns
- 1884 Marche Militaire
- 1895 Paysage, opus 38
- 1896 Quelques Danses, opus 26